# Successió al tron britànic

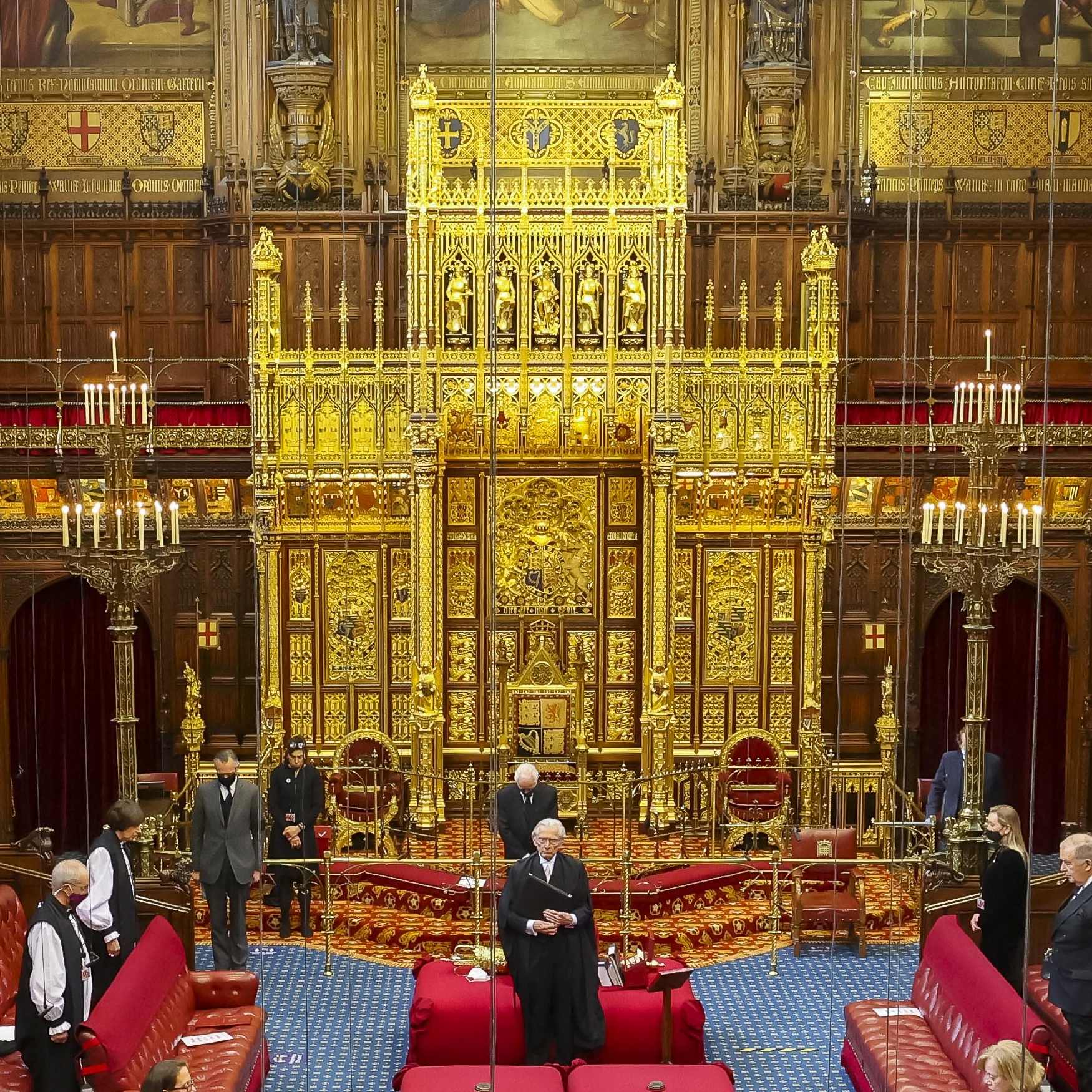
El tron del sobirà a la Cambra dels Lords, des del qual aquest pronuncia el seu discurs d'obertura del Parlament.

La successió al tron britànic està determinada per la descendència, el gènere (per als hereus nascuts abans del 28 d'octubre de 2011), la legitimitat i la religió. Segons el dret anglosaxó, la Corona és heretada pels fills d'un sobirà o per la línia col·lateral més propera d'un sobirà sense fills. La Carta de Drets de 1689 i l' Acta d'Assentament de 1701 restringeixen la successió al tron als legítims descendents protestants de Sofia de Hannover que estan en " comunió amb l'Església d'Anglaterra ". Els cònjuges dels catòlics van ser inhabilitats des de 1689 fins que es va modificar la llei el 2015. Són també elegibles els descendents d'aquells que han estat exclosos per ser catòlics sempre que siguin protestants.
El rei Carles III és l'actual sobirà, i el seu hereu aparent és el seu fill gran, Guillem, príncep de Gal·les. El fill gran de Guillem, el príncep Jordi de Gal·les, és el segon en la línia, seguit de la seva germana, la princesa Carlota, i el seu germà petit, el príncep Lluís. El cinquè en la línia és el príncep Enric, duc de Sussex, el fill petit del rei, i el sisè és el fill gran d'Enric, Archie Mountbatten-Windsor. Segons l'Acord de Perth, que va entrar en vigor l'any 2015, només els sis primers en la línia de successió requereixen el consentiment del sobirà abans de casar-se; sense aquest consentiment, ells i els seus fills serien inhabilitats per a la successió.
Els quatre primers individus de la línia de successió que tinguin més de 21 anys, i el consort del sobirà, poden ser nomenats consellers d'estat. Els consellers d'estat realitzen algunes de les funcions del sobirà al Regne Unit mentre el sobirà està fora del país o està temporalment incapacitat. En cas contrari, les persones en la línia de successió no hauran de tenir funcions jurídiques o oficials específiques.
El Regne Unit és un dels 15 regnes de la Commonwealth. Cadascun d'aquests països té la mateixa persona com a monarca i el mateix ordre de successió. El 2011, els primers ministres dels regnes van acordar per unanimitat modificar les regles sobre la successió a les seves respectives corones perquè s'apliqués la primogenitura absoluta a les persones nascudes després de la data de l'acord, en lloc de la primogenitura de preferència masculina, i l'aixecament de la prohibició dels casats amb catòlics. Així i tot, el monarca encara hauria d'estar en comunió amb l'Església d'Anglaterra, per la seva condició de cap de la mateixa. Després de promulgar la legislació necessària d'acord amb la constitució de cada regne, els canvis van entrar en vigor el 26 de març de 2015.

## Línia de successió actual
No es manté cap versió oficial i completa de la línia de successió. El nombre exacte, en línies col·laterals més remotes, de les persones que serien elegibles és incert. El 2001, el genealogista nord-americà William Addams Reitwiesner va compilar una llista de 4.973 descendents vius de Sofia del Palatinat per ordre de successió sense ometre els catòlics. Quan es va actualitzar el gener de 2011, el nombre era de 5.753.
La següent llista cobreix la primera part d'aquesta línia de successió, limitant-se als descendents dels fills de Jordi V, el besavi de Carles III. L'ordre dels vint-i-tres primers numerats de la llista, tots descendents de la reina Elisabet II, va ser donat al lloc web oficial de la monarquia britànica abans de la seva mort; altres números de la llista i exclusions s'expliquen mitjançant anotacions (notes i fonts a continuació) i notes a peu de pàgina. Les persones que s'anomenen en cursiva no estan numerades, ja sigui perquè han mort o perquè les fonts indiquen que estan excloses de la successió.
- Rei Jordi V (1865–1936)
  -  Rei Eduard VIII (1894–1972)
  -  Rei Jordi VI (1895–1952)
    -  Reina Elisabet II (1926–2022)
      -  Rei Carles III (n. 1948)
        - (1) Guillem, Príncep de Gal·les (n. 1982) B D W
          - (2) Príncep Jordi de Gal·les (n. 2013) B D W
          - (3) Princesa Carlota de Gal·les (n. 2015) B D W
          - (4) Príncep Lluis de Gal·les (n. 2018) B D

        - (5) Príncep Enric, Duc de Sussex (n. 1984) B D W
          -  (6) Archie Mountbatten-Windsor (n. 2019) B D
          -  (7) Lilibet Mountbatten-Windsor (n. 2021) B D

      - (8) Príncep Andreu, Duc de York (n. 1960) B D W
        - (9) Princesa Beatriu (n. 1988) B D W
          - (10) Sienna Mapelli Mozzi (n. 2021) B D
          - (11) Athena Mapelli Mozzi (n. 2025) B D

        - (12) Princesa Eugenia (n. 1990) B D W
          - (13) August Brooksbank (n. 2021) B D
          - (14) Ernest Brooksbank (n. 2023) B D

      - (15) Eduard, Duc d'Edimburg (n. 1964) B D W
        - (16) James Mountbatten-Windsor, Viscount Severn (n. 2007) B D W
        - (17) Lady Louise Mountbatten-Windsor (n. 2003) B D W

      - (18) Anna, Princesa Reial (n. 1950) 1952 B D W
        - (19) Peter Phillips (n. 1977) B D W
          - (20) Savannah Phillips (n. 2010) B D W
          - (21) Isla Phillips (n. 2012) B D W

        - (22) Zara Tindall (née Phillips; n. 1981) B D W
          - (23) Mia Tindall (n. 2014) B D W
          - (24) Lena Tindall (n. 2018)B D
          - (25) Lucas Tindall (n. 2021) B D

    - Princess Margaret, Countess of Snowdon (1930–2002) 1952
      - (26) David Armstrong-Jones, 2nd Earl of Snowdon (n. 1961) D W
        - (27) Charles Armstrong-Jones, Viscount Linley (n. 1999) D W
        - (28) Lady Margarita Armstrong-Jones (n. 2002) D W

      - (29) Lady Sarah Chatto (née Armstrong-Jones; n. 1964) D W
        - (30) Samuel Chatto (n. 1996) D W
        - (31) Arthur Chatto (n. 1999) D W

  - Prince Henry, Duke of Gloucester (1900–1974) 1952
    - Prince William of Gloucester (1941–1972) 1952
    - (32) Prince Richard, Duke of Gloucester (n. 1944) 1952 D W
      - (33) Alexander Windsor, Earl of Ulster (n. 1974) D W
        - (34) Xan Windsor, Lord Culloden (n. 2007) D W
        - (35) Lady Cosima Windsor (n. 2010) D W

      - (36) Lady Davina Windsor (n. 1977) D W
        - (37) Senna Lewis (n. 2010) D W
        - (38) Tāne Lewis (n. 2012) D W

      - (39) Lady Rose Gilman (née Windsor; n. 1980) D W
        - (40) Lyla Gilman (n. 2010) D W
        - (41) Rufus Gilman (n. 2012) D W

  - Prince George, Duke of Kent (1902–1942)
    - (42) Prince Edward, Duke of Kent (n. 1935) 1952 D W
      - (43) George Windsor, Earl of St Andrews (n. 1962) M D W
        - Edward Windsor, Lord Downpatrick (n. 1988) X D W
        - Lady Marina Windsor (n. 1992) X D W
        - (44) Lady Amelia Windsor (n. 1995) D W

      - Lord Nicholas Windsor (n. 1970) X D W
        - (45) Albert Windsor (n. 2007) X? D W [nota 1]
        - (46) Leopold Windsor (n. 2009) X? D W[nota 1]
        - (47) Louis Windsor (n. 2014) X? D W

      - (48) Lady Helen Taylor (née Windsor; n. 1964) D W
        - (49) Columbus Taylor (n. 1994) D W
        - (50) Cassius Taylor (n. 1996) D W
        - (51) Eloise Taylor (n. 2003) D W
        - (52) Estella Taylor (n. 2004) D W

    - (53) Prince Michael of Kent (n. 1942) 1952 M W
      - (54) Lord Frederick Windsor (n. 1979) W
        - (55) Maud Windsor (n. 2013) W
        - (56) Isabella Windsor (n. 2016)[5]

      - (57) Lady Gabriella Kingston (née Windsor; n. 1981) W

    - (58) Princess Alexandra, The Honourable Lady Ogilvy (n. 1936) 1952 W
      - (59) James Ogilvy (n. 1964) W
        - (60) Alexander Ogilvy (n. 1996) W
        - (61) Flora Vesterberg (née Ogilvy; n. 1994) W

      - (62) Marina Ogilvy (n. 1966) W
        - (63) Christian Mowatt (n. 1993) W
        - (64) Zenouska Mowatt (n. 1990) W

| senyal | Font del llistat o nota sobre l'exclusió de la successió |
| ------ | --- |
| 1952   | Successió publicada en l'ascens de la reina Elisabet II el 1952 |
| B      | Llistat pel lloc web oficial de la monarquia britànica, "Succession", recuperat el 9 de setembre de 2022. |
| D      | Lloc web de Debrett (a 12 de setembre de 2022): "La línia de successió" |
| W      | Whitaker's Almanack 2015, Londres: Bloomsbury, ISBN 978-1-4729-0929-9, pàg. 22 |
| M      | Aquestes persones havien estat excloses pel seu matrimoni amb un catòlic. Aquesta exclusió va ser derogada el 26 març 2015, restaurant-los a la línia de successió, quan va entrar en vigor l' Acord de Perth . |
| X      | Exclosos com a catòlics. Aquesta exclusió no es veu afectada pels canvis posteriors a l' Acord de Perth . |